# Bee Hives
Bee Hives är Broken Social Scenes tredje album som släpptes 2004. Albumet innehåller b-sidor inspelade i samband med albumet You Forgot It in People.

## Låtlista
1. "(untitled)" – 0:37
2. "Market Fresh" – 3:57
3. "Weddings" – 7:02
4. "hHallmark" – 3:53
5. "Backyards" – 8:14
6. "Da Da Dada" – 7:09
7. "Ambulance for the Ambiance" – 5:18
8. "Time = Cause" – 5:07
9. "Lover's Spit" – 7:34